# Добре дошли в джунглата
„Добре дошли в джунглата“ (на английски: The Rundown) е американски филм от 2003 г. с участието на Скалата.
Времетраенето на филма е 104 минути.
Премиерата на филма в България е на 23 януари 2004 г.

## „Добре дошли в джунглата“ в България
На 17 септември 2011 г. bTV излъчва филма с български дублаж за телевизията. Екипът се състои от:
| Преводач            | Полина Николова                                                                  |
| Тонрежисьор         | Павел Цонев                                                                      |
| Озвучаващи артисти  | Вилма Карталска Ивайло Велчев Васил Бинев Николай Николов Стефан Сърчаджиев-Съра |
| Режисьор на дублажа | Здрава Каменова                                                                  |